# Breskva
Breskva (Prunus persica) je biljka iz porodice ruža (Rosaceae). Plodovi ove voćke također se zove breskve. Potječe iz Kine, a stablo može narasti i do 10 metara u visinu.
U naše su ih krajeve donijeli Rimljani u 3. ili 4. stoljeću, koji su ih prenijeli od Grka, a oni od Perzijanaca. Dugo vremena se plod ove biljke nazivao "perzijskom jabukom".
Naraste od 5 do 10 m i pripada potporodici Prunoideae. Uz badem, uvrštena je u podred Amygdalus unutar roda Prunus.
Listovi su joj šiljati, dugi 7-15 cm i 2-3 cm široki. Cvjeta rano, prije listanja. Cvjetovi su usamljeni ili u paru, 2,5 do 3 cm u promjeru, ružičasti s 5 latica. Plod je koštunica s jednom velikom sjemenkom zatvorenom u tvrdoj koštici. Plod breskve ima žuto ili bjelkasto tijelo, vrlo ukusno, s glatkom i mekanom kožom ovisno od sorte. Uz višnju, šljivu i marelicu, breskva spada u koštunjičavo voće.

## Opis
Breskva, (Prunus persica), voćka iz porodice ružovki (Rosaceae) koja se uzgaja u toplijim umjerenim područjima i sjeverne i južne hemisfere. Breskve se često jedu svježe, a također se peku u pitama i kolačima; konzervirane breskve glavna su roba u mnogim regijama. Sorte sa žutim mesom posebno su bogate vitaminom A.

### Fizički opis
Mala do srednje velika stabla breskve rijetko dosežu visinu od 6,5 metara (21 stopa). U uzgoju, međutim, obično se drže između 3 i 4 metra (10 i 13 stopa) obrezivanjem. Listovi su sjajno zeleni, kopljasti i dugo zašiljeni; obično imaju žlijezde u svojim bazama koje luče tekućinu za privlačenje mrava i drugih kukaca. Cvjetovi, koji se nalaze u pazušcima listova, raspoređeni su pojedinačno ili u skupinama od dva ili tri u čvorovima duž izdanaka rasta iz prethodne sezone. Pet latica, obično ružičastih, ali povremeno bijelih, pet čašičnih listića i tri zavoja prašnika nalaze se na vanjskom rubu kratke cijevi, poznate kao hipantij, koja čini bazu cvijeta.
Plod breskve razvija se iz jednog jajnika koji sazrijeva u mesnatu sočnu vanjštinu koja čini jestivi dio ploda i tvrdu unutrašnjost, koja se naziva koštica, koja obuhvaća sjeme(e). Od dva ovula u jajniku, obično samo jedan postane oplođen i razvije se u sjeme. To često rezultira time da je jedna polovica ploda malo veća od druge. Meso može biti bijelo, žuto ili crveno. Sorte mogu biti “freestone” vrste, koje imaju koštice koje se lako odvajaju od zrelog mesa, ili “clingstones”, koje imaju meso koje čvrsto prianja uz košticu. Kožica većine zrelih breskvi je paperjasta; breskve s glatkom korom nazivaju se nektarine. Većina sorti breskve daje više plodova nego što se može održati i razviti do pune veličine. Nešto opadanja sitnijih plodova odvija se prirodno, otprilike mjesec do šest tjedana nakon punog cvata.

### Povijest i uzgoj
Breskva vjerojatno potječe iz Kine, a potom se proširila na zapad kroz Aziju u mediteranske zemlje, a kasnije i u druge dijelove Europe. Španjolski istraživači odnijeli su breskvu u Novi svijet, a već 1600. plod je pronađen u Meksiku. Stoljećima su uzgoj i selekcija novih sorti breskvi uglavnom bili ograničeni na vrtove plemstva, a komercijalni uzgoj breskvi u velikim razmjerima započeo je tek u 19. stoljeću, u Sjedinjenim Državama. Rani zasadi bile su sadnice breskve, neizbježno promjenjive i često loše kvalitete. Praksa cijepljenja vrhunskih sojeva na otporne podloge sadnica, koja se pojavila kasnije u stoljeću, dovela je do razvoja velikih komercijalnih voćnjaka. Diljem svijeta breskva je jedna od najvažnijih voćki listopadnog drveća, a Kina, Italija, Španjolska i Sjedinjene Države glavni su proizvođači.
Stabla breskve su relativno kratkog vijeka u usporedbi s nekim drugim voćkama. U nekim se regijama voćnjaci ponovno sade nakon 8 do 10 godina, dok u drugim stabla mogu roditi zadovoljavajuće 20 do 25 godina ili više, ovisno o njihovoj otpornosti na bolesti, štetnike i zimska oštećenja. Ne podnose jaku hladnoću i ne mogu se uspješno uzgajati tamo gdje temperature normalno padaju na -23 do -26 °C (-10 do -15 °F). S druge strane, ne rastu na zadovoljavajući način tamo gdje su zime previše blage, a većini sorti je potrebno malo zimskog hlađenja kako bi se potaknule na brzi rast nakon godišnjeg razdoblja mirovanja. Breskva dobro uspijeva na različitim vrstama tla, ali općenito najbolje raste na dobro dreniranoj pjeskovitoj ili šljunčanoj ilovači. Na većini tala breskva dobro reagira na gnojiva ili stajnjak bogata dušikom, bez kojih se ne može postići zadovoljavajući rast. Stabla se obično orezuju jednom godišnje kako bi se spriječilo da postanu previsoka; uspravni izbojci se podrezuju prema bočnim stranama koje izrastaju kako bi se dobilo rašireno stablo i držalo ga otvorenim sunčevoj svjetlosti.
Razvijene su tisuće sorti breskvi. Sorte sa žutim mesom kao što su Elberta, Redhaven i Halford preferiraju se u Sjevernoj Americi, dok su i tipovi sa žutim i bijelim mesom popularni u Europi.